# Axel Lilliehöök (reklamman)
Gustaf Axel Göstasson Lilliehöök, född 5 april 1930 i Boden, död 26 september 2015, var en svensk direktör och målare som främst utförde oljemålningar.

## Biografi
Lilliehöök var son till generallöjtnanten Gösta Lilliehöök och Irma Pagel. Han tog studentexamen i Stockholm 1950 och studerade på Berghs reklamskola 1951–1952. Lilliehöök var försäljare på tidskriften Det bästa 1952, sektionschef för Södra Rygaards annonsbyrå AB 1957, anställd vid Herssons annonsbyrå AB 1961 och var vice verkställande direktör 1961. Han var därefter freelancer 1964 och direktör för Annonsbyrån Svea AB från 1966.
Han var ordförande i juniorsektionen i Stockholms försäljnings- och reklamförening 1956–1957.
Lilliehöök var gift 1959–1975 med Ulrika Rydman (1927–2017), dotter till lantmäteriingenjören Werner Rydman och Hilma Tallqvist. Han är far till Catarina (född 1960) och Johan (född 1963).